# Amstel Hotel
Le Amstel Hotel  est un hôtel de luxe d'Amsterdam, aux Pays-Bas. Il est situé sur le Professor Tulpplein, au niveau de la Sarphatistraat et donne sur le fleuve Amstel. Bâtiment emblématique de la ville, il est inscrit au registre national des Rijksmonumenten.

## Histoire
L'hôtel fut conçu par l'architecte Cornelis Outshoorn pour le compte de Samuel Sarphati qui fut à l'origine de sa construction en 1863. La façade principale de l'immeuble devait initialement donner sur le boulevard qui correspond à l'actuelle Sarphatistraat. En dépit de difficultés relatives à son financement, l'hôtel fut inauguré à l'été 1867, quatre ans après le début des travaux. Cependant, alors que le bâtiment devait initialement comporter quatre ailes distinctes, une seule fut finalement construite.

## Gestion et administration
En date de 2007, c'était le seul hôtel du pays à figurer dans la liste des World's Best Hotels du Institutional Investor Magazine. L'hôtel était autrefois la propriété de la chaîne hôtelière InterContinental Hotels qui le vendit à Morgan Stanley en 2006. En 2011, il fut racheté par l'homme d'affaires libanais Toufic Aboukhater. La gestion de l'hôtel relève cependant toujours de InterContinental Hotels Group.